# Derry (hrabstwo Rockingham)
Derry – jednostka osadnicza w Stanach Zjednoczonych, w stanie New Hampshire, w hrabstwie Rockingham.